# Blahalouisiana
Blahalouisiana est un groupe hongrois d'indie-pop et de pop-rock originaire de Székesfehérvár. Le groupe est composé de la chanteuse Barbara Schoblocher, des guitaristes András Szajkó et László Mózner, du bassiste Gábor Jancsó du batteur Ádám Juhász et du claviériste Máté Pénzes.
À ce jour, le groupe a sorti 5 albums studio et 2 EP, le dernier en date étant intitulé Sötét Villám, paru le 12 avril 2024.
Le groupe est nommé en référence à la grande place Blaha Lujza de Budapest, portant elle-même le nom d'une célèbre actrice et chanteuse hongroise.

## Débuts (2012-13)
Barbara Schoblocher et Gábor Jáncso se sont rencontrés alors qu'ils étudiaient à l'université en 2012. Environ une semaine plus tard, le groupe tel qu'il est composé aujourd'hui à l'exception du claviériste Máté Pénzes, est créé. Privilégiant les chansons anglophones à ses débuts, le groupe connaît un succès local pendant quelques semaines avec son premier single, The Wanderer. Dès ses deux premières années d'existence, Blahalouisiana se produit dans une cinquantaine de concerts, notamment à l'occasion d'un des principaux festivals musicaux de Hongrie, VOLT. Leur premier EP, Tales of Blahalouisiana, sorti en 2013, reçoit un bon accueil critique. Le single issu de l'album, My Baby Wants To Leave This City se joue quotidiennement à la radio.
Inspiré par les années 60 et la musique américaine, Blahalouisiana reprend des éléments de blues et country dans sa musique. Leur premier clip sort à l'hiver 2013 pour sa chanson Tonight I'll Dress in Blue.

## Succès national etBlahalouisiana(2014-)

### Premier album studio
En 2014, le groupe participe à un concours de musique intitulé Nagy-Szín-Pad, se confrontant à d'autres artistes et groupes musicaux hongrois tel que Halott Pénz et Ivan & The Parazol. À la fin de l'année, ils sortent leur deuxième EP, Magamban még, composé de trois chansons, incluant notamment leur premier titre chanté en hongrois.
En 2015, leur public grandit grâce à la participation du groupe à de nombreux festivals. Ils sortent deux singles, tous deux accompagnés de clips vidéo : Ahol Összeér et Máshol várnak, tous deux inspirés par l'époque beatnik aux États-Unis. Les deux titres sont chantés en hongrois et apparaissent dans le premier album studio du groupe, Blahalouisiana.
L'album sort en avril 2016 chez Gold Record Hungary. Composé de 12 chansons, dont la moitié sont en anglais et l'autre en hongrois, il est accompagné d'un clip pour le titre Deeper (I'm Going Deeper).

### Deuxième album et passage au Sziget
En novembre 2016, Blahalouisiana sort un nouveau single, Túl Távol, Elég Közel, chez Rebel Music Hungary. La chanson domine les classements musicaux des radios hongroises pendant des semaines. À la suite du succès du single, le groupe annonce un nouvel album avant la fin 2017.
Intitulé Alagutak, fények, nagymamád jegenyéi, l'album confirme le succès du groupe en dominant le Top 40 de la radio musicale publique hongroise pendant plusieurs semaines.
L'été de la même année, le groupe est invité sur une des scènes du plus grand festival de musique de Hongrie, le Sziget.

### Confirmation du succès et « nouvelle ère »
En 2019 paraît le troisième album studio du groupe, Minden rendben. Le groupe fait progressivement le choix de favoriser le hongrois pour ses chansons, qui est la langue de huit des dix morceaux de l'album.
L'album est entièrement enregistré en analogique sans outils numériques à Prague. À sa sortie, il est décrit comme typique du groupe, tout en proposant de nouveaux sons et un style différent, influencé par la new wave et le disco-funk.
Le groupe organise essentiellement ses concerts en Hongrie, mais s'est également produit en Roumanie, en Autriche, en Slovaquie, en Russie, en République tchèque et en Estonie ainsi qu'aux Pays-Bas.

## Discographie

### Albums studio
- 2016 : Blahalouisiana
- 2017 : Alagutak, fények, nagymamád jegenyéi
- 2019 : Minden rendben
- 2022 : Hozzánk idomult éjjel az ég
- 2024 : Sötét Villám

### Autres
- 2013 : Tales of Blahalouisiana, EP
- 2014 : Magamban még, EP
- 2023 : Live at Pusztazámor, album live